# 影山英俊
影山 英俊（かげやま ひでとし、1950年4月14日 - ）は、日本の俳優。岡山県出身。関西大倉高等学校卒。オフィスぴろっと所属。
日活ロマンポルノにて活躍した男優の一人。以後、細身の長身と眼力のある強面で1970年代から80年代に悪役として多数の作品に出演した。

## 出演

### 映画
- 女高生レポート 夕子の白い胸（1971年、日活　監督・近藤幸彦）
- 牝猫たちの夜（1972年、日活　監督・田中登）
- 好色家族 狐と狸（1972年、日活 　監督・田中登)
- 夜汽車の女（1972年、日活 　監督・田中登)
- 女子大生 セクシー・ダイナマイト（1972年、日活　監督・林功）
- 官能教室 愛のテクニック（1972年、日活　監督・田中登）
- 哀愁のサーキット（1972年、日活、監督・村川透）
- にっぽん歓楽地帯 トルコ三姉妹（1973年、日活　監督・小原宏裕）
- トルコ風呂(秘)昇天（1974年、日活　監督・林功）
- トルコ(秘)悶絶（1975年、日活　監督・林功）
- トルコ(秘)最前線 密技96手（1975年、日活　監督・遠藤三郎）
- 犯す!（1976年、日活　監督・長谷部安春）
- わたしのSEX白書 絶頂度（1976年）
- 全開特出し姉妹（1976年、日活　監督・近藤幸彦）
- トルコ最新テクニック 吸舌（1976年、日活　監督・林功）
- トルコ110番 悶絶くらげ（1978年、にっかつ　監督・近藤幸彦）
- 透明人間 犯せ!（1978年、にっかつ　監督・林功）
- 宇能鴻一郎の看護婦寮 （1978年、にっかつ　監督・西村昭五郎）
- ビー・バップ・ハイスクール（1985年、東映 監督・那須博之）
- ラブ・ゲームは終わらない（1988年、にっかつ　監督・金澤克次）
- またまたあぶない刑事 （1988年）
- さまよえる脳髄（1993年、監督・萩庭貞明）
- やくざの詩 OKITE 掟（2003年） - 日下組組員
- 呪怨2（2003年） - 石倉和正
- レディージョーカー（2005年、監督・平山秀幸） - 箱崎勝
- さくらん（2007年） - 若狭屋
- 必死剣 鳥刺し（2010年）
- 行きずりの街（2010年）
- レイプゾンビ 〜LUST OF THE DEAD〜（2012年3月3日　監督・友松直之）
- 東京トワイライト（2013年）
- 白鳥麗子でございます! THE MOVIE（2016年6月11日公開、監督・久万真路） - 桐生公雄

### テレビドラマ
- 華麗なる刑事 第6話「ピアニストの罠」（1977年、CX・東宝）
- 太陽にほえろ! 第317話「殺人者に時効はない」（1978年、NTV・東宝）
- 大都会 PARTIII（NTV・石原プロ）
  - 第5話「野良猫の牙」（1978年） - 暴走族リーダー
  - 第20話「爆走・金塊トレーラー」（1979年） - 霞組構成員（関根の部下）
  - 第29話「爆殺のプレリュード」（1979年） - 高見
  - 第42話「シージャック強盗団」（1979年） - 前島の部下（青スカーフ）
- 探偵物語（1979年、NTV）
  - 第6話「失踪者の影」- バーテン
  - 第8話「暴走儀式」- 柳田高志
- 西部警察
  - 第19話「甦る一弾」（1980年） - 南ヨウゾウ
  - 第40話「手錠のままの脱走」（1980年） - 古屋三郎
  - 第49話「俺だけの天使」（1980年） - 各務プロ・小泉
- 西部警察 PART-II
  - 第9話「罠」（1982年） - 南 ※ノンクレジット
  - 第15話「ニューフェイス!! 西部機動軍団」（1982年） - 喫茶サカエ店主 ※ノンクレジット
  - 第24話「危険なロックンローラー」（1982年） - 山本ジュン ※ノンクレジット
- 西部警察 PART-III
  - 第8話「1983,西部署配属 -五代 純-」（1983年） - 根来肇
  - 第36話「対決! マグナム44」（1984年） - ヘロイン売人（白ズボンの男）
  - 第39話「激闘!! 炎の瀬戸内海 -岡山・高松編-」（1984年） - ガソリンスタンド所長
  - 第64話「14年目の賭け」（1984年） - 宝石強盗一味（サングラスの男）
- 金田一耕助の傑作推理 霧の山荘（1985年、TBS）
- 誇りの報酬（1986年、NTV・東宝）
  - 第24話「愛は永遠に…」 - 小室トシオ
  - 第44話「横浜ラブ・ストーリー」 - 染野
- あぶない刑事 第10話「激突」（1986年、NTV） - 長尾彰の側近
- ザ・ハングマン6 第3話「胃袋パンクまで水を飲ませろ!」（1987年、ABC） - 麻薬Gメンのタレコミ屋
- 六本木ダンディーおみやさん 第2話（1987年、ABC） - ホストクラブ店長
- もっとあぶない刑事 第5話「争奪」（1988年、NTV） - 秘密クラブ・バーテン
- 勝手にしやがれヘイ!ブラザー 第8話（1989年、NTV） - 社龍会幹部
- 刑事貴族 第1話「その時、狼は目覚めた」（1990年、NTV・東宝） - 秘書
- プアゾンの匂う女（1991年、CX）
- 世にも奇妙な物語（CX）
- 俺たちルーキーコップ 第11話「大発奮」（1992年、TBS）
- 愛しの刑事（NTV）
- ツインズ教師（1993年、ANB）
- はぐれ刑事純情派（ANB / 東映）
  - 第7シリーズ 第6話「女カメラマンの秘密 携帯電話の盲点」（1994年）
  - 第8シリーズ 第18話「幻の再会!約束の場所で待つ女」（1995年）
  - 第10シリーズ 第6話「安浦刑事手話を習う!母の復讐」（1997年）
- 理想の結婚（1997年、TBS）
- はみだし刑事情熱系（ANB / 東映）
  - 第1シリーズ 第12話「盲導犬は見た!殺人トリックと娘の涙」（1998年）
  - 第3シリーズ 第2話「強奪された花嫁!二人の父の哀しい秘密」（1998年） - 佐山
  - 第4シリーズ 第7話「涙の広域大捜査網!父として娘として…」（1999年） - 田所洋平
  - 第7シリーズ 第4話「声にならない友情!逆狙撃…俺が標的だ」（2003年）
- 昨日の敵は今日の友（2000年、NHK）
- 相棒シリーズ（EX / 東映）
  - season1（2002年） - 木村紳一郎
    - 第11話「右京撃たれる…特命係15年目の真実」
    - 第12話「午後9時30分の復讐 特命係、最後の事件」

  - season7 第19話「特命」（2009年） - 鈴木官房審議官
  - season8 第19話「神の憂鬱」（2010年） - 鈴木官房審議官
  - season16 第1話、第2話「検察捜査」（2017年） - 益岡検事
- 富豪刑事（2005年、EX）
- 松本清張スペシャル・蒼い描点（2006年、CX）
- 森村誠一の終着駅シリーズ27 悪の魂（2013年、EX） - 石田
- 仮面ライダー鎧武 第13話 （2014年、テレビ朝日） - 栗山隆弘院長
- 水曜ミステリー9 警視庁特命刑事☆二人（2015年、TX）
- 刑事7人 第2シリーズ 第1話「警視庁最強のスペシャリスト集団、始動!」（2016年、EX） - 石田

### Vシネマ
- XX(ダブルエックス) 美しき狩人(ハンター)（1994年）
- XX(ダブルエックス) 美しき標的(ターゲット)（1995年）
- 静かなるドン2（1992年）
- 静かなるドン4（1992年）
- 修羅のみち1 関東vs関西 全面戦争勃発（2001年、ナック） - 平野哲也
- 実録・竹中正久の生涯 荒らぶる獅子 後編（2003年） - 山賀組小野田組組長 小野田秀臣
- 難波金融伝 ミナミの帝王 仮面の女（2004年、ケイエスエス）
- 鉄(くろがね) 極道・高山登久太郎の軌跡（2004年） - 京都地方裁判所 裁判長
- (暴)組織犯罪対策部捜査四課 1 2（2005年） - 新宿中央署 四課課長 タケイ
- 実録・東海道抗争 白と黒（2006年） - 弁護士
- 実録・東声会 初代・町井久之 暗黒の首領（2006年） - 弁護士（→民団団長）
- ビジネスマン必勝講座 ヤクザに学ぶ交渉術（2007年）第2話「正義は我にあり!」 - ○×ローン株式会社 総務部次長 O
- 殺戮の応酬（2007年） - 松波組崎山と間違えられた会社員
- 実録・無敵道 完結編（2008年） - 弁護士
- 恐喝一代記 第二章（2009年） - 不動産会社社長
- 野望への挑戦 完結編（2009年） - 勝又組組長 勝又仁吉
- 介護士調教（2013年）
- 制覇9（2017年） - 東京五等連合 車谷組組長 氏家太郎